# Ебоньї
Ебоньї (англ. Ebonyi State) — штат у південно-східній частині Нігерії. 34-й за площею та 34-й за населенням штат Нігерії. Адміністративний центр штату — місто Абакалікі.

## Адміністративний поділ
Адміністративно штат ділиться на 13 територій місцевого управління:
- Абакалікі
- Афікпо-Норт
- Афікпо-Сауз
- Ікво
- Ішайлу
- Іво
- Іцці
- Охазара
- Охокву
- Оніка
- Ебоньї
- Ецца-Норт
- Ецца-Сауз

## Економіка
Ебоніті — аграрний штат, що спеціалізується на вирощуванні какао і рису. У штаті також багаті родовища кухонної солі.